# Волчја Драга
Волчја Драга (словен. Volčja Draga, итал. Valvolciana) је насељено место у општини Ренче-Вогрско, Горишка регија, Словенија.

## Историја
До територијалне реорганизације у Словенији била је у саставу старе општине Нова Горица.

## Становништво
У попису становништва из 2011. године, Волчја Драга је имала 743 становника.
| Број становника према пописима | Број становника према пописима | Број становника према пописима |
| ------------------------------ | ------------------------------ | ------------------------------ |
| 1991                           | 2002                           | 2011                           |
| 633                            | 697                            | 743                            |

Напомена: Године 1999. извршена је мала размена територија између насеља Шемпетер при Горици (Шемпетер–Вртојба) и Волчја Драга и између насеља Волчја Драга и Вртојба (Шемпетер–Вртојба).